# Swingman
Swingman (von engl. swing „schwingen, schaukeln“) oder auch Guard-Forward ist eine inoffizielle Bezeichnung für Spieler im Basketball, die sowohl die Shooting Guard- als auch die Small-Forward-Position spielen können und somit zwischen den beiden Positionen hin und her „schwingen“ können. Swingmen beim Männerbasketball sind typischerweise zwischen 195 und 205 cm groß.
Die besseren Swingmen benutzen ihre jeweils für eine der beiden Positionen unübliche Größe oder Athletik, um defensive „mismatches“ (Vorteile für den Offensivspieler durch z. B. zu kleinen oder zu langsamen Verteidiger) zu provozieren. Sie können somit an zu langsamen Verteidigern vorbeiziehen oder kleinere Spieler innerhalb der Dreipunktelinie „aufposten“ (mit dem eigenen Körper bzw. Rücken wegdrücken), oder auch über kleinere Verteidiger werfen.
Bekannte Beispiele für Spieler, die zwischen den beiden Positionen wechseln können beziehungsweise konnten, sind Kobe Bryant, Vince Carter, DeMar DeRozan, Paul George, Jimmy Butler und Tracy McGrady.